# Gare d'Avesta Krylbo
La gare d’Avesta Krylbo (suédois: Avesta Krylbo station) est une gare ferroviaire suédoise, située au quartier de Krylbo de la municipalité d’Avesta. Elle se trouve sur le Dalälven, un fleuve du centre de la Suède, et est située à 4 km du centre-ville d'Avesta .

## Histoire et patrimoine ferroviaire
Le Riksdag décide en 1871 le tracé du chemin de fer du nord de la Suède. Une première gare à Krylbo ouvre le 1er décembre 1873 avec l’inauguration de la ligne du chemin de fer d’Uppsala à Krylbo. 
Adolf W. Edelsvärd construit un premier bâtiment qui servira de gare en bois avec un entrepôt et une remise pour les locomotives .

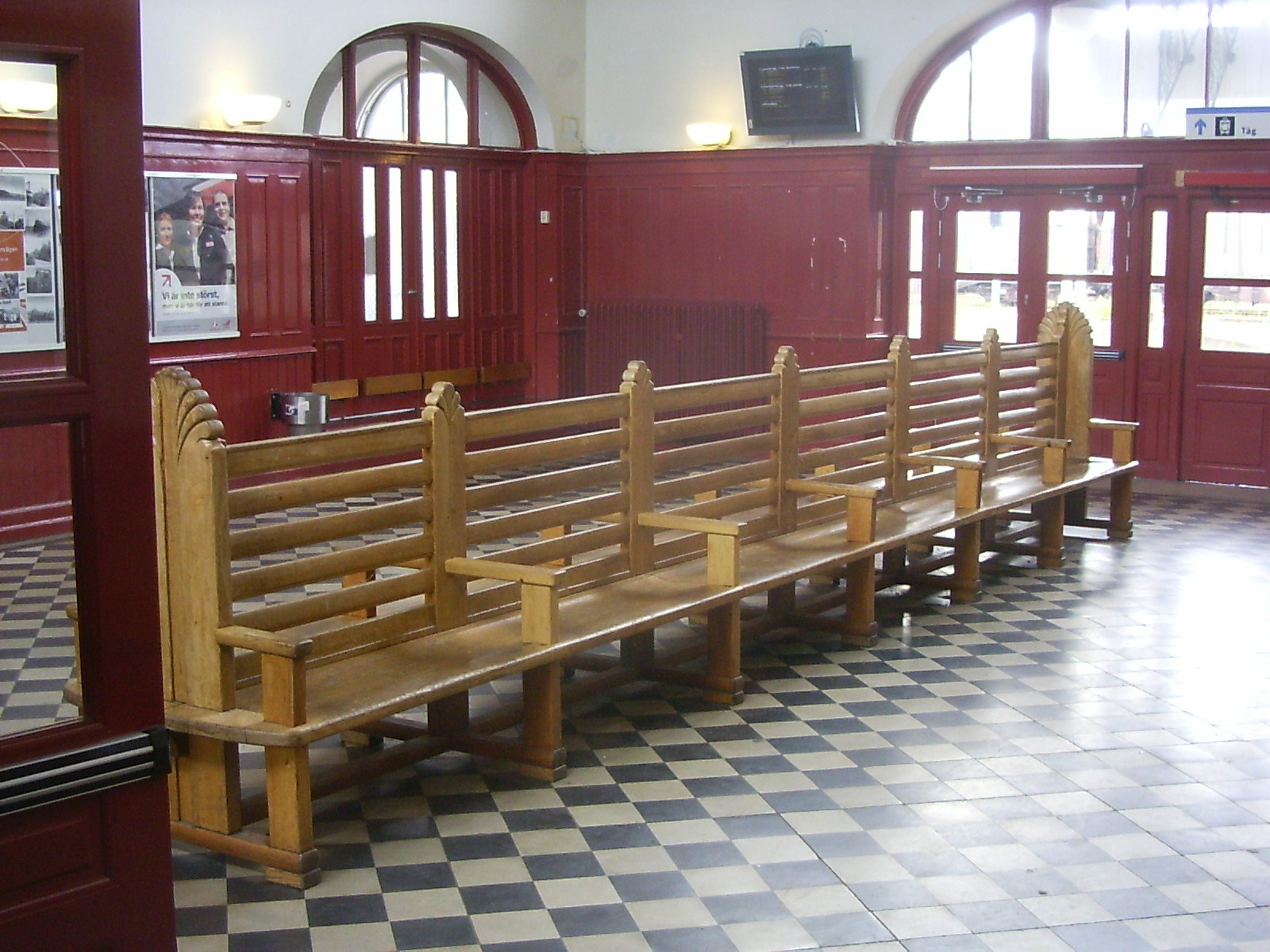
Intérieur de la gare en 2009.

La gare actuelle (produit de Folke Zettervall) a été construite dans les années 1880, en même temps que l’ouverture de la ligne ferroviaire Krylbo-Borlänge. Le 11 décembre 1900 a été inauguré le nouveau chemin de fer reliant les lignes du sud, de l’ouest et du nord du pays; Krylbo est devenu l'un des centres ferroviaires clés du pays . La construction se prolongera sur une période de trois ans. La gare et la ligne de chemin de fer entre Krylbo et Örebro seront officiellement inaugurées le 11 décembre 1900 par le prince Gustave (le futur roi Gustave V). À cette époque, la gare avait une salle d'attente pour les passagers de première classe, qui était particulièrement somptueuse. On y trouvait des hommes fumant un cigare en attendant leur train .
Selon la RAA : « La façade du nouveau bâtiment de la gare est asymétriquement composée. Elle est dominée par une entrée puissante du parti couronné par une lanterne (…). La partie centrale est flanquée d’un auvent retiré de la plate-forme le long de la façade entière » Nous remarquons une tour d'escalier (comme à la gare d’Umeå), un item caractéristique de l’œuvre de Zettervall .
Le bâtiment de la gare est construit avec des briques rouges à la hauteur des fenêtres cintrées avec lettrines. Au-dessus des fenêtres, de grandes surfaces décorées de frises, de moulures et d’arcs en briques rouges plâtrés. Les toits sont recouverts d'ardoise de Grythyttan avec de l’ornementation en ardoise brillante de Glava. Le bois a été peint en vert avec des détails en jaune vif. L'extérieur du bâtiment est très bien conservé, et la même chose est vraie de l'intérieur .
La gare est construite avec un vestibule central avec des installations de manutention de marchandises d’un cote et des chambres d’attente de l'autre. L'intérieur de la gare offre des espaces publics particulièrement somptueux avec, entre autres, des carreaux de boiseries sur les murs. La gare de Krylbo a été construite avec un plancher en partie en béton et avec un chauffage central .
Un train de munitions allemandes à destination Tornio, en Finlande, explose à la gare le 19 juillet 1941. L'explosion a commencé avec un feu dans les wagons. 24 personnes ont été blessées, mais personne n'a été tué. Certains pensent que c'était un sabotage des agents britanniques de la Special Operations Executive (SOE). Une étude réalisée en 1941 et des rapports plus récents indiquent, cependant, qu'il s'agisait d'un accident, avec une surchauffe dans une roue de wagon causant des étincelles lors d'un freinage, ce qui a provoqué un incendie dans les sacs de poudre à l'intérieur des wagons .
Une passerelle de fer à la piste a été construite en 1920 pour faciliter la circulation des piétons à la gare. Les toits stratifiés de la plate-forme sont probablement construites dans les années 1950 .
Le nom de la gare de Krylbo a été modifiée en 1971 à « Avesta Central ». Mais c'était un nom plutôt trompeur et qui en 1986 a été modifié pour « Avesta Krylbo » .
En 2011, toutes les fenêtres et les portes sont repeintes. Jernhusen songe vendre la gare en 2012 
Depuis 2014, la Municipalité d'Alvesta est propriétaire de la gare, qui l'achète de Jernhusen pour 1.5 million de couronnes. La Municipalité signe l'accord d'achat dans la salle d'attente royale dans la gare. Jernhusen restera en tant que locataire de la salle d'attente. Depuis la vente, il y a aussi d'autres locataires, incluant un café , l'administration de Green Cargo Transport et la SJ. Il y a aussi des locaux vides, représentant environ la moitié de la gare, que la municipalité va essayer de louer .

## Service des voyageurs

### Intermodalité
La gare au rez-de-chaussée se compose d'une salle d'attente, les installations du personnel, des entrepôts et des bureaux. Au deuxième niveau se trouve de l'espace de bureau supplémentaire
ainsi qu'un espace pour le personnel de la gare. Au troisième étage (le grenier) se trouve un petit bureau. Le bâtiment de la gare a une superficie locative d'environ 1300 m². La gare a aussi une petite salle utilisée comme une salle de stockage de 285 m².